# Kloster Reifenstein
Das Kloster Reifenstein (Riffensteinium) ist eine ehemalige Zisterzienserabtei im zur Gemeinde Niederorschel gehörenden Ortsteil Kleinbartloff im Landkreis Eichsfeld im Freistaat Thüringen in Deutschland. Die Anlage liegt rund 4 km südsüdöstlich von Leinefelde.

## Geschichte

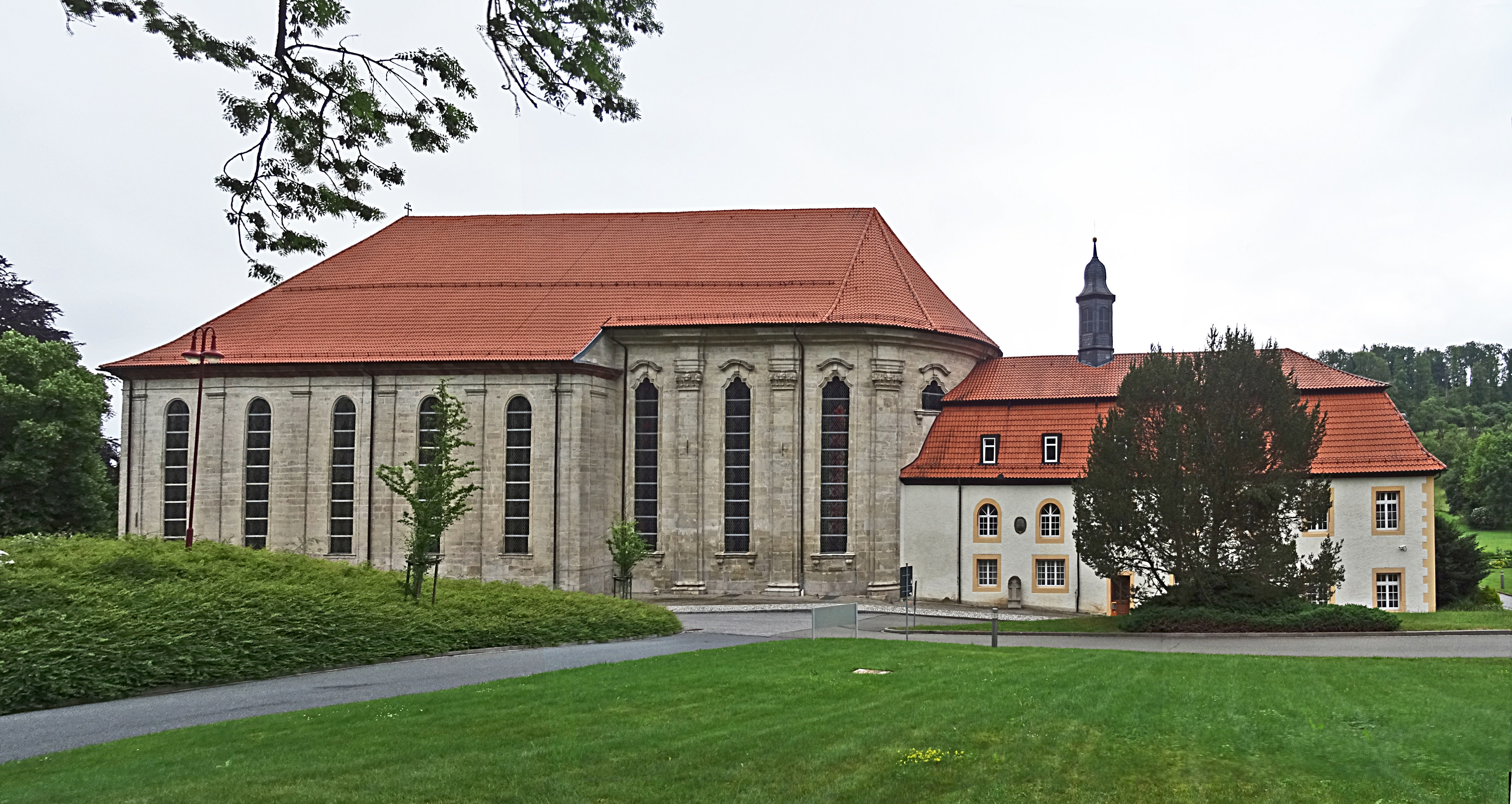
Abteikirche von Süden

Das Kloster wurde von Graf Ernst II. von Tonna-Gleichen gestiftet und mit Mönchen aus dem Kloster Volkenroda besiedelt. Dazu stiftete er den Hof Albolderode, den Orten Wirkeshagen, Druckenhaen und den Waldungen Mittelberg, Burghagen, Sonder. Seine Witwe schenkte 1191 dem Kloster noch Besitzungen in Hermannshagen und Beringershagen. Es gehörte damit der Filiation der Primarabtei Morimond an. Graf Ernst von Velseke, der Neffe des Stifters, konnte sein Versprechen, eine Kirche für das Kloster zu bauen, wegen Kriegsschäden und Verlusten nicht einlösen. Daher verpfändet er 1209 einige Güter in Beberstedt und den Wald Sonder dem Kloster Reifenstein. 1217 stellte Landgraf Ludwig von Thüringen das Kloster unter seinen Schutz. Papst Urban IV. bestätigte 1262 dessen Rechte. Wenige Jahrzehnte nach der Gründung, konnte es durch Kauf und Schenkung seinen Besitz auf die Dörfer Kallmerode, Hausen und Kleinbartloff ausweiten. Weiterhin besaß es große Teile von Beberstedt, Hüpstedt und Wüstungen. Im 14. und 15. Jahrhundert wurde das Kloster mehrmals geplündert. Am 29. April 1525 kam es durch die Reformation und den Deutschen Bauernkrieg zu Unruhen.

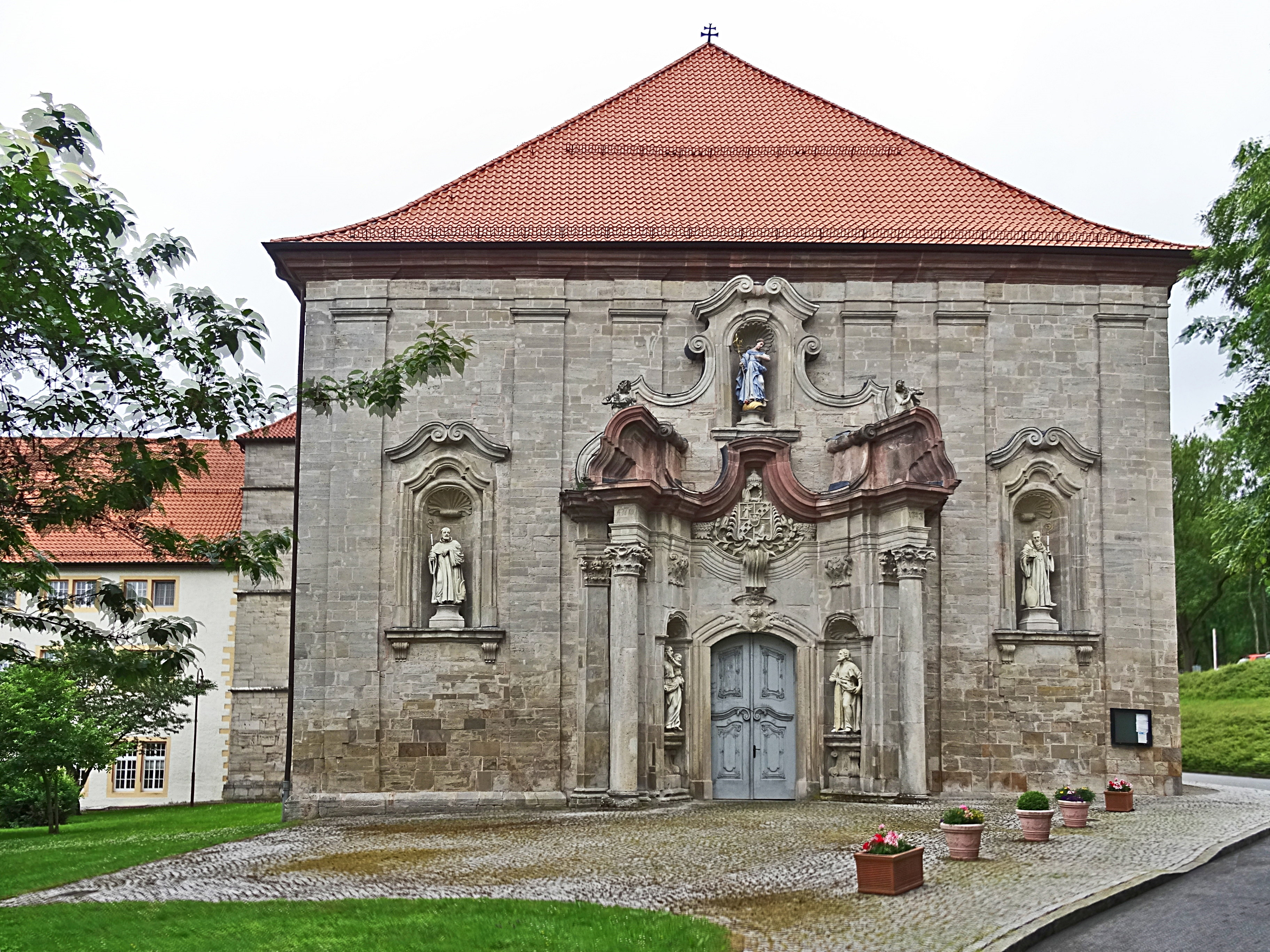
Barocke Abteikirche

 Einige Bauern der Klostergemeinden drangen in das Kloster ein und zerstörten die Einrichtung der Kirche. Am 1. Mai 1525 zerstörten Bauern des „Vereinigten Thüringer und Mühlhäuser Haufens“ unter der Führung von Thomas Müntzer das Kloster sehr stark und die Mönche flohen nach Heiligenstadt und auf den Rusteberg. Erst im Jahr 1585 wurde es unter Abt Philipp Busse vollständig wieder aufgebaut. Während des Dreißigjährigen Kriegs wurde es erneut zerstört. Erst 1650 begann der Wiederaufbau. Ab 1697 wurde die Anlage unter Abt Wilhelm Streit (1690–1727) im Barockstil erneuert. Die Erneuerung des Torhauses erfolgte unter Verwendung mittelalterlicher Reste, erneuert wurden auch die Alte Abtei im Nordanbau (1693), das Brüderhaus (1699), das Schäferhaus (1700) und der Nordflügel (1708). Die Bauarbeiten wurden unter den nachfolgenden Äbten Martin Günther (1721–1732) und Johann Simon Hentrich (1732–1755) fortgesetzt. Der Südflügel mit der Abteikirche und der Sakristei wurde von 1737 bis 1743 neu errichtet. Der Ostflügel mit dem Refektorium wurde von 1765 bis 1773 und der Westflügel, die Prälatur, unter Abt Guido Köhler (1769 bis 1772) von 1769 bis 1770 errichtet. 1794 bis 1795 wurden noch die alte Abtei und das Dormitorium umgebaut.
In der Säkularisation wurde das Kloster, das noch mit dem Abt, dreiundzwanzig Konventualen und drei Novizen besetzt war, 1803 aufgehoben und in der Folge als preußische Domäne verpachtet. Erster Pächter war Andreas Emanuel Lüdersdorf (1805–1811) danach Christian Lüder (1811–1823?). Mit der Zugehörigkeit des Eichsfeldes zum Königreich Westphalen gelangte das Gut Reifenstein als persönlicher Besitz von Kaiser Napoleon an seine Schwester Pauline Borghese. Mit dem Zerfall des Königreiches gelangte das Gut wieder in preußischen Besitz.
Später wurde das Gut als Ackerbauschule und Landfrauenschule. und seit 1949 als Krankenhaus genutzt.
Nach der Auflösung kam das Klosterinventar an verschiedene Eichsfelder Kirchen. Die Kirche dient seit 1995 als Konzertsaal.

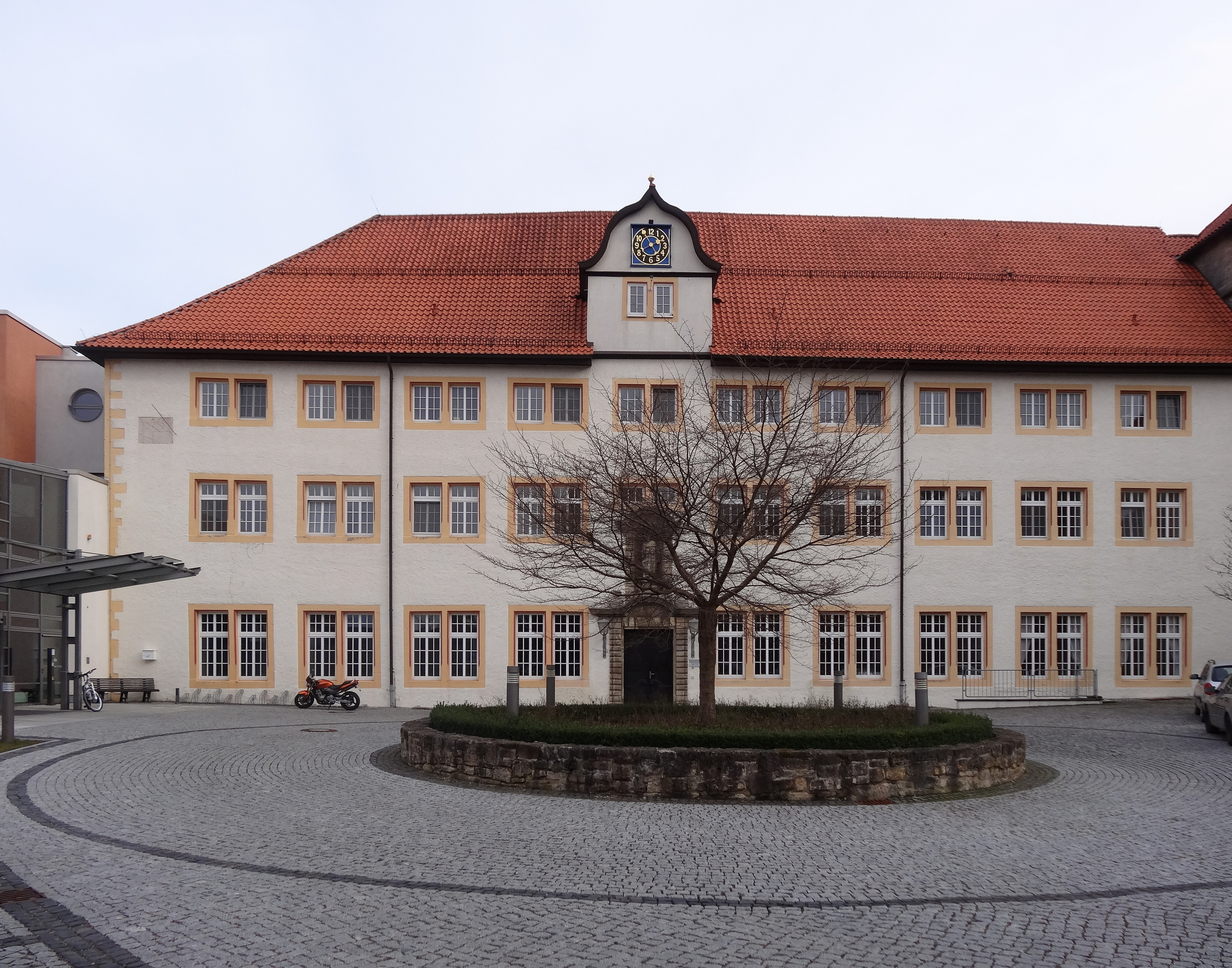
Barockes Konventsgebäude (Westflügel)

### Klostergericht Reifenstein
Das Kloster und seine Besitzungen unterstand zu einem späteren Zeitpunkt nicht mehr der Verwaltung und Gerichtsbarkeit des jeweiligen Landesherrn (den Grafen von Gleichen als Gründer des Klosters bzw. den Landgrafen von Thüringen als Lehnsherren und danach den kurmainzischen Erzbischöfen), sondern hatte eine eigene Gerichtsbarkeit. Zum Gerichtsbezirk gehörten die Orte Hausen, Kleinbartloff und Kallmerode, zeitweise auch die Dörfer Birkungen, Beberstedt und Hüpstedt, sowie die im Mittelalter wüst gefallenen Orte Luterode, Hedwigerode, Kirrode. An welchen Ort Gericht gehalten wurde, ist nicht bekannt; es liegen dazu kaum historische Belege vor.

## Äbte von Reifenstein
Folgende Äbte sind bekannt:
- 1201 Ulrich
- 1238 Theodericus
- 1246 Rudolf
- 1279 Ditmar
- 1298 Albert
- 1302 Heinrich
- 1312 Hermann
- 1348 Johann
- 1362 Dietrich von Heiligenstadt
- 1401 Heinrich von Nordhausen
- 1428 Tilemann
- 1438 Johann
- 1524–1544 Mathias Rüdiger
- 1550–1565 Augustin Weckebry
- 1566–1580 Heinrich Barthel
- 1599–1639? Philipp Busse
- 1639–1671 Joachim Nohr gen. Bartholomäi
- 1671–1692 Benedikt Henrici
- 1694–1721 Wilhelm Streit
- 1721–1732 Martin Günther
- 1732–1755 Simon Hentrich
- 1755–1769 Adrian Löffler
- 1769–1792 Prior Guido Köhler
- 1792–1800 Norbert Heuße
- 1800–1803 Anton Löffler

Zu den Konventsmitgliedern zählte unter anderem Heinrich Pfeiffer.

## Anlage und Bauten

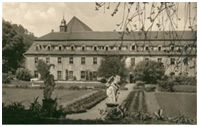
Historisches Bild während des Betriebs als Reifensteiner Schule

Reste der mittelalterlichen Anlage sind nicht erhalten. Die existierende Anlage besteht aus einem vierseitigen Gebäudekomplex mit zwei unterschiedlich großen Innenhöfen, die durch einen um 1800 errichteten schmalen Bibliotheksbau getrennt sind. Die Kirche, ein an der Stelle dreier Vorgängerbauten aus Sandsteinquadern errichteter einschiffiger Saalbau mit Wandpfeilern, einem monumentalen Westportal, Kreuzgratgewölbe und einem hohen Walmdach, deren Ausstattung abgegangen ist, liegt im Südwesten der Anlage, im Norden wird der Bau durch einen Anbau verlängert. Nördlich der Kirche steht ein viergeschossiger Turm mit einem Pyramidenhelm. Dieser Turm ist der älteste erhaltene Gebäudeteil und stammt aus der Zeit um 1580. Der dreigeschossige Westflügel ist verputzt. Nord- und Ostflügel sind zweigeschossig. Im Inneren ist die Raumaufteilung verändert worden. Erhalten sind zwei Treppenhäuser im Nordosten und Südosten, die zu den Obergeschossen führen. Unter der gesamten Anlage liegen kreuzgratgewölbte Keller.

## Sonstiges
Auf dem Klostergelände und am Waldrand befinden sich mehrere Naturdenkmale von regionaler Bedeutung. So gilt die als Siebenbrüderbuche bekannte Rotbuche als älteste ihrer Art im Obereichsfeld. Ihr Alter wird auf 300 Jahre geschätzt. Man nimmt an, dieser Baum sei durch ein Zusammenwachsen von sieben jungen Buchenstämmen entstanden, was sowohl den Namen, als auch die eigenartige Wuchsform des Buchenstammes erklären würde.